# Ivana Kamnikar
Ivana Kamnikar, slovenska telovadka, * 14. julij 1993, Ljubljana.
Ivana Kamnikar je obetavna slovenska gimnastičarka. Trenira športno gimnastiko. Gimnastiko je začela trenirati v GD Zelena jama, a je nato zamenjala klub in zdaj trenira v ŠD Gib Šiška.
Leta 2008, na državnem prvenstvu, je osvojila prvo mesto na gredi, v mladinski reprezentanci.
Ob začetku leta 2009 je iz mladinske prišla v člansko A reprezentanco. 
Njen prvi članski nastop v svetovnem pokalu, je bil leta 2009, na Šalamunovem memorialu v Mariboru. Nastopila je na dvovišinski bradlji in zasedla 12. mesto, kar pa ni bilo dovolj za finale, kamor se uvrsti le 8 najboljših.
Na sredozemskih igrah v Pescari, se je uvrstila v finale mnogoboja in v finale na gredi in bradlji. Sicer je enkrat padla z gredi, a je bila njena vaja dovolj dobra, da se je kljub padcu uvrstila med najboljšo osmerico. Na bradlji je osvojila sedmo mesto in bila najboljša Slovenka na tem orodju, na gredi pa je zasedla šesto mesto. Poleg Saše Golob, ki trenira v istem klubu kot ona, je bila tudi najuspešnejša slovenska gimnastičarka na teh igrah.

## Največji uspehi

### Svetovni pokal
- 4. mesto - bradlja, Maribor 2010